# スロバキア人民党
スロバキア人民党（ - じんみんとう、Slovenská ľudová strana、SĽS）は、スロバキアに存在したカトリック系の政党。スロバキア民族の自決権とカトリックの教義に基づく教権主義を掲げた。
なお党名は、1925年から指導者のアンドレイ・フリンカの名を冠してフリンカ・スロバキア人民党（Hlinkova slovenská ľudová strana、HSĽS）に、さらに1938年にはスロバキア国民党などと合同し、フリンカ・スロバキア人民党＝スロバキア国民統一党（Hlinkova slovenská ľudová strana – Strana slovenskej národnej jednoty、HSĽS-SSNJ）と変遷した。

## ハプスブルク帝国時代
1905年12月14日、ハプスブルク帝国内において、スロバキア民族の利益を代表する唯一の民族政党であったスロバキア国民党から、カトリック系がジリナで離脱して人民党の創設を宣言し、1906年3月18日に正式に発足した。ただ1913年までスロバキア国民党の一派としてハンガリー議会選挙に臨み、1906年選挙では6議席を獲得した。チェコ人との協力関係を進める国民党主流派の姿勢に反発し、1913年7月29日、分党し、正式に結党した。第一次世界大戦中、ハプスブルク帝国に反対するような表立った活動を控えていたが、1918年にスロバキア国民会議の結成に加わった。

## チェコスロバキア時代

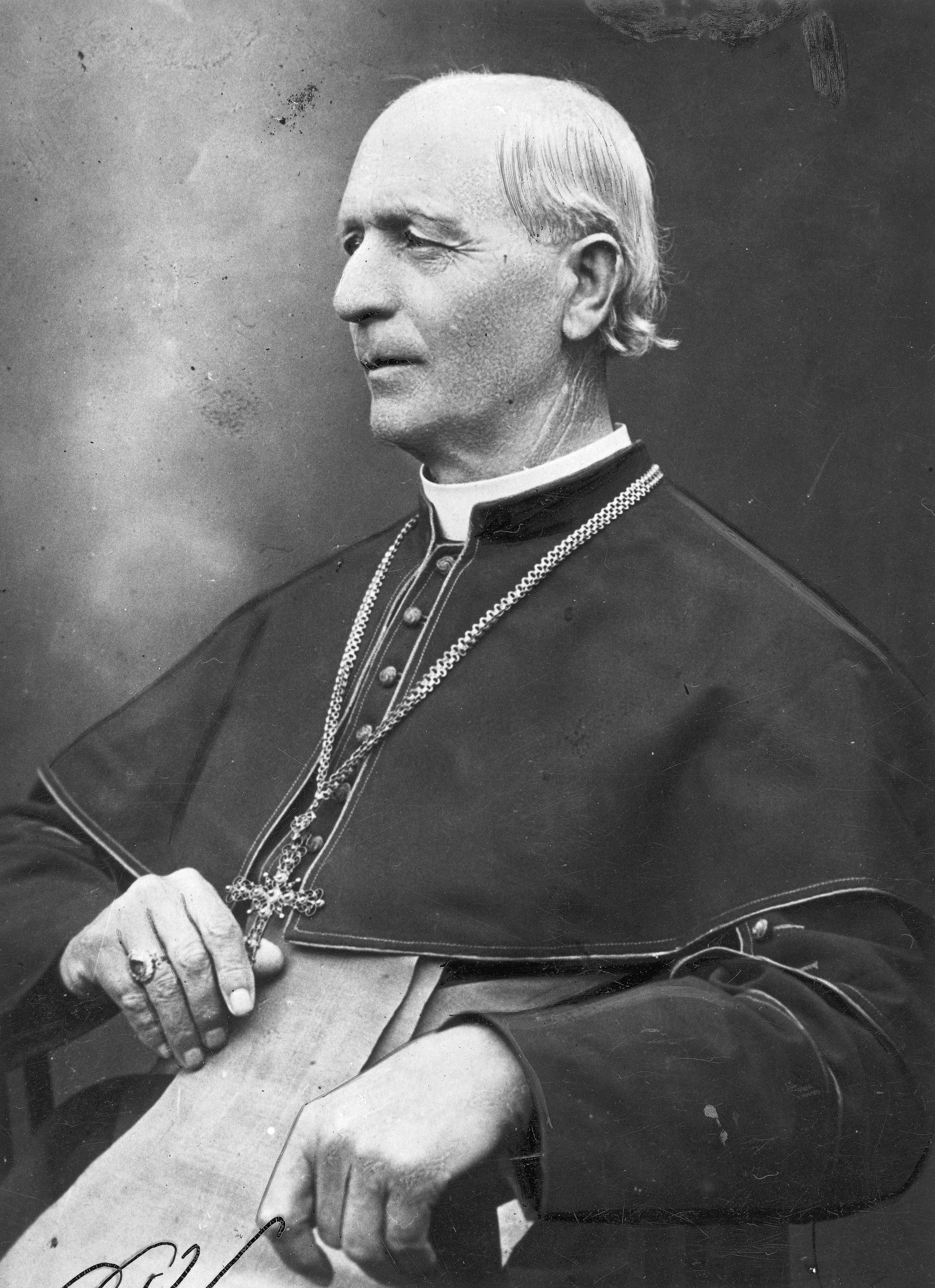
長らく党を率いたアンドレイ・フリンカ（1937年）

チェコスロバキア建国後、ピッツバーグ協定で合意されたスロバキアの自治を要求し、プラハ政府の中央集権的な姿勢を批判した。1920年の選挙では、同じカトリック政党であるチェコスロバキア人民党と合同会派を組んで、33議席を獲得した（内12議席がスロバキア人民党）。続く1925年の選挙ではスロバキア地域で35.4％の得票で23議席を得て、1927年になると、アントニーン・シュヴェフラ第3次政権に閣僚を2名送り、与党の一員となった。しかし、党幹部で陰謀罪に問われたヴォイテフ・トゥカの有罪判決を受けて、人民党の閣僚は辞任した。1929年の選挙で19議席を獲得したが、連立政権に参加せず、野党の立場にとどまった。1933年8月、ニトラで行われた千百年祭で、支持者を動員し、ヤン・マリペトル首相ら政府代表団の演説を妨害した上、フリンカ党首がスロバキアの自治を要求した（ニトラ事件）。またこの時期から、国民連盟や国民ファシスト共同体などの急進右翼勢力と協力関係を築いた。1935年の選挙にはスロバキア国民党と自治ブロックを結成し、22議席を獲得した。マリペトル政権およびミラン・ホジャ政権は、人民党との連立交渉を行い、スロバキア支持の獲得を模索したが、政権参加に至らずに終わった。
1938年8月、長年にわたり党を率いてきたフリンカが死去し、ヨゼフ・ティソが新党首に就いた。ミュンヘン会談後、スロバキア地域にティソを首相とする自治政府が作られた。11月、第一次ウィーン裁定でハンガリーへの領土割譲が決まった後、共産党や社民党を除くスロバキア系政党を糾合して、フリンカ・スロバキア人民党＝スロバキア国民統一党が作られた。12月の選挙では97％の圧倒的支持を得て、実質的な一党支配体制を敷いた。

## スロバキア共和国時代 (1939年-1945年)
1939年3月、ナチス・ドイツによってチェコスロバキアが解体され、スロバキアが独立国家となり、ティソが初代大統領となった。
ソ連軍による解放を経て、チェコスロバキアが再建された後、人民党は活動を停止し、ティソをはじめ多くの指導者は対独協力で裁判にかけられた。

## 注
1. ↑  マレク・ガジーク法制・行政統一大臣、ヨゼフ・ティソ公共保健体育大臣。